# Lišák ryšavý
Lišák ryšavý (Hydnum rufescens) je štíhlá stopkovýtrusná houba z čeledi lišákovitých (Hydnaceae).

## Popis
- Klobouk bývá běžně 3–8 cm široký. V mládí je vyklenutý, se zvlněnými ostrými okraji. Povrch klobouku je hladký a má žlutooranžovou až hnědooranžovou barvu. Mohou se na něm vyskytnout rezavě červené skvrny.
- Ostny dosahují délky okolo 0,5 cm. Jsou husté, lámavé a mají taktéž žlutooranžovou barvu.
- Třeň je obvykle zhruba 3–7 cm dlouhý a 1–2 cm široký, má kyjovitý až válcovitý tvar. Jeho povrch je hladký, bělavý, místy žlutooranžový a na dotyk reaguje žloutnutím.
- Dužnina je tvrdá a křehká, bíložluté až rezavě červenavé barvy, vůně prostá a s mírně nahořklou chutí.
- Výtrusný prach je bělavé až krémové barvy.

## Synonyma
- Dentinum rufescens (Pers.) Gray, Nat. Arr. Brit. Pl. (London) 1: 650 (1821)
- Hydnum repandum f. rufescens (Pers.) Nikol., Fl. pl. crypt. URSS 6(Fungi (2)): 305 (1961)
- Hydnum repandum subsp. rufescens (Pers.) Pers., Mycol. eur. (Erlanga) 2: 161 (1825)
- Hydnum repandum var. rufescens (Pers.) Barla, Champ. Prov. Nice: 81 (1859)
- Hydnum sulcatipes Peck, Bull. Torrey bot. Club 34: 101 (1907)
- Tyrodon rufescens (Pers.) P. Karst., Bidr. Känn. Finl. Nat. Folk 48: 349 (1889)

## Výskyt
Roste od července do listopadu. Narazíme na ni v jehličnatých i listnatých (často bukových) lesích, kde se vyskytuje v méně početných skupinkách poblíž cest.

## Využití
Jedná se o houbu jedlou. Zejména lahodná je po naložení do octa, kdy příliš nezměkne a nevytváří sliz.

### Vliv na zdraví
V houbách se vyskytuje mimo jiné velké množství vitamínů. Všechny houby obsahují např. karoten, provitamín A, vitamín B1 a B2. Obsahují také mnoho důležitých minerálních látek. Vstřebávají ale z okolního prostředí i nežádoucí prvky (rtuť, arzen a olovo), a proto bychom je neměli sbírat v místech, kde by v půdě mohl být nadměrný výskyt těchto prvků. Jde tedy o místa poblíž extrémně vytížených komunikací, průmyslových podniků, tepelných elektráren apod.

## Záměna
Tento druh lze zaměnit s taktéž jedlým lišákem zprohýbaným (Hydnum repandum), který ale mívá mimostředný třeň a robustnější, světlejší klobouk.